# 現實政治聯盟
真正的政治联盟（波蘭語：Unia Polityki Realnej，簡稱UPR）是波兰的一个主張民族保守主義和经济自由主義的政党，过去追捧右派自由主义和古典自由主义。
2020年2月21日，現實政治聯盟加入欧洲基督教政治运动。3月，其宣布愿意与協議黨合作。在2020年第二轮总统选举中，其支持安杰伊·杜达，该党在第一轮之前没有支持任何候选人。